# 老松神社 (新上五島町)
老松神社（おいまつじんじゃ）は、長崎県新上五島町若松郷神部地区に鎮座する神社である。

## 祭神
素盞嗚尊、伊邪那伎命、伊邪那美命を奉祀する。

## 歴史

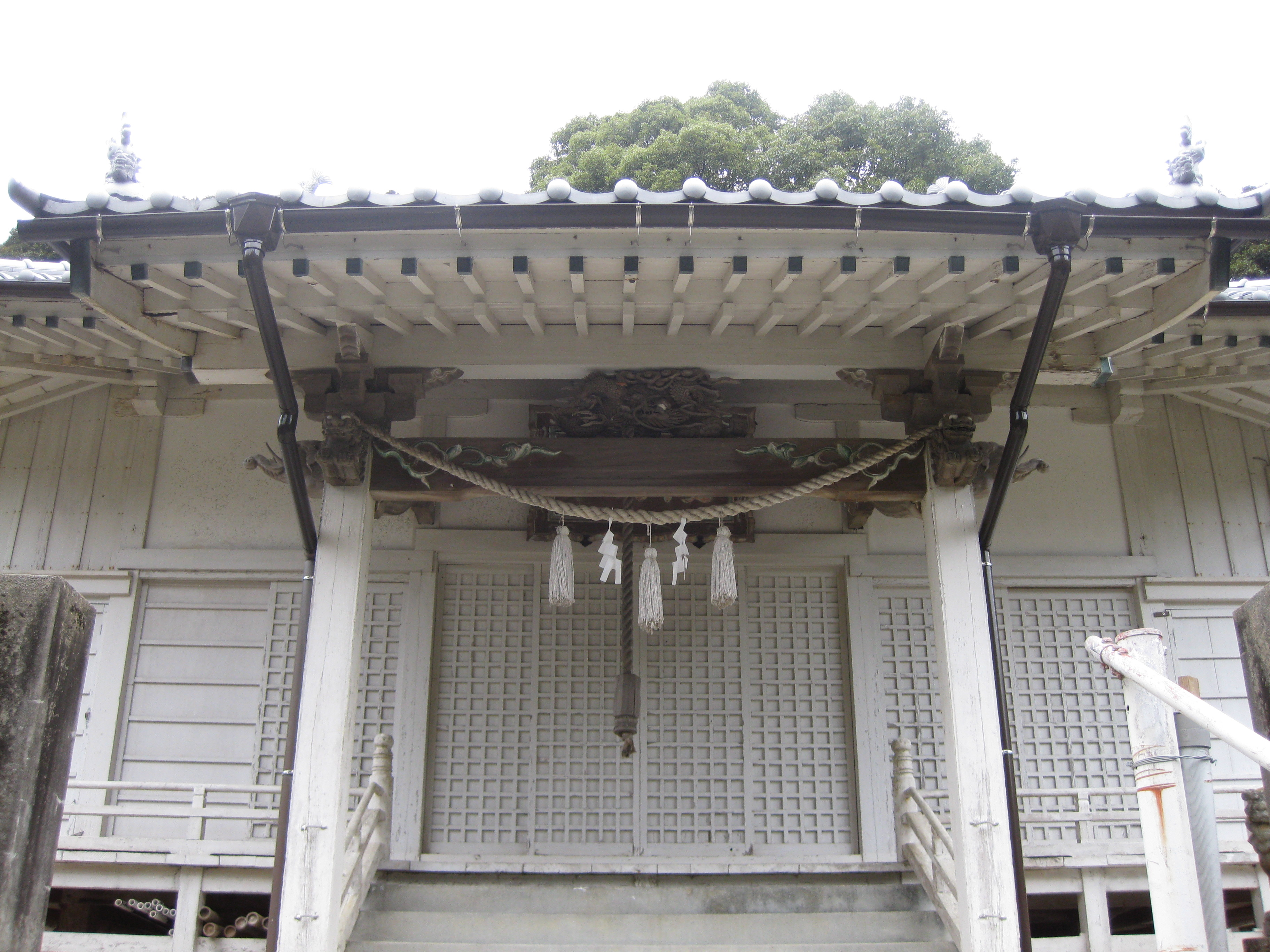
社殿

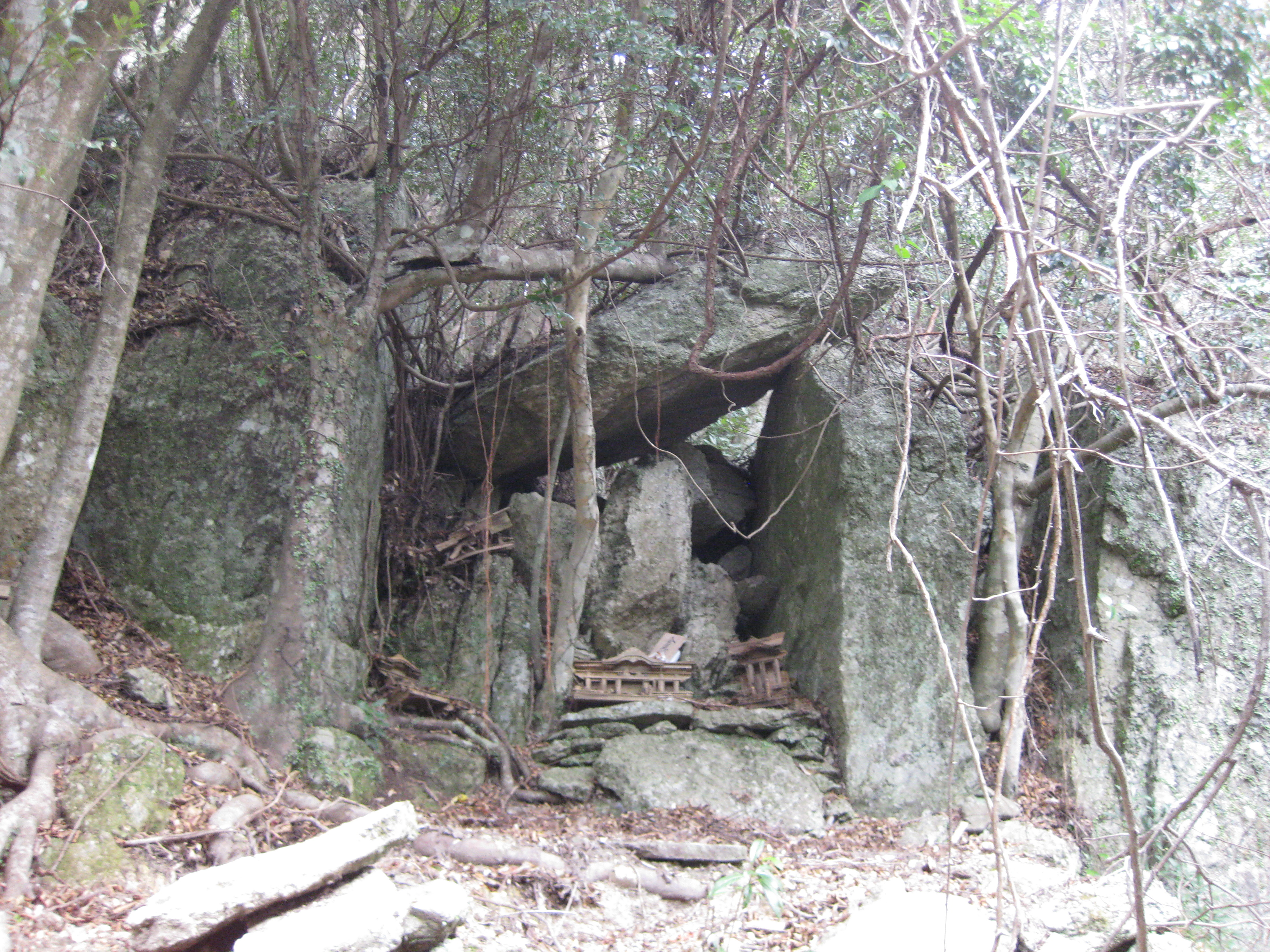
社殿裏山の巨石

創建年代は不詳だが、当社社殿の裏山には古くより｢岩屋観音｣と称される巨石があり、地域住民より崇拝されてきた。明治に入ると拝殿が設けられ、その後の宮地拡張工事の際には、「老松大明神　永正七年霜月、家内安全子孫繁昌武運長久祈願」と記された鰐口が発見された。この鰐口により、永正7年（1510年）には当社が存在していたことが確認できる。大正期には社殿も建立されたが、昭和32年（1957年）7月26日の大暴風雨により倒壊し、同41年に現在地に奉遷した。

## 祭祀
主な祭礼・神事
- 例大祭（9月17日）

## その他の神社
その他の若松郷の神社に若松地区に若松神社、若松宮、土井ノ浦地区に金比羅神社がある。

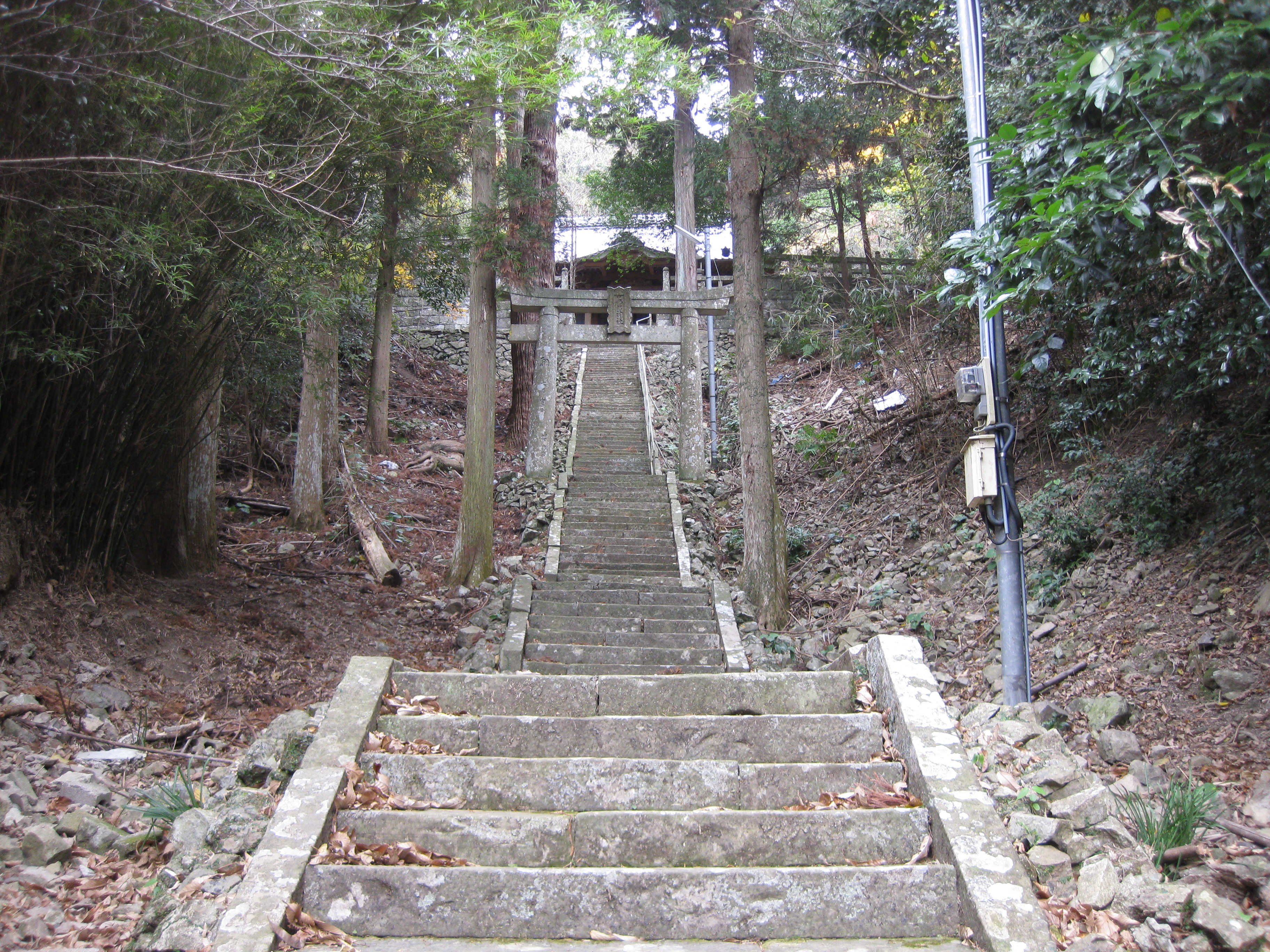
若松神社